# Chackbay
Chackbay är en ort i Lafourche Parish i Louisiana. Vid 2010 års folkräkning hade Chackbay 5 177 invånare.

## Kända personer från Chackbay
- Billy Tauzin, politiker